# Procris urdanetensis
Procris urdanetensis är en nässelväxtart som beskrevs av Adolph Daniel Edward Elmer. Procris urdanetensis ingår i släktet Procris och familjen nässelväxter. Inga underarter finns listade i Catalogue of Life.